# Monopsis simplex
Monopsis simplex är en klockväxtart som först beskrevs av Carl von Linné, och fick sitt nu gällande namn av Franz Elfried Wimmer. Monopsis simplex ingår i släktet Monopsis och familjen klockväxter. Inga underarter finns listade i Catalogue of Life.